# Премијер Аустралије

Премијер Аустралије (енгл. Prime Minister of Australia) фактички је шеф владе у Аустралији и налази се на челу Кабинета. Његов положај је незваничан, најчешће је то вођа најјаче политичке партије у Представничком дому.
Актуелни премијер Аустралије је Ентони Албаниз, из Аустралијске лабуристичке партије.

## Именовање
Премијера Аустралије именује генерални гувернер Аустралије на основу члана 64 Устава Аустралије. Генерални гувернер именује министре који морају бити чланови Представничког дома или Сената или постати чланови након најмање три мјесеца од дана именовања. Пре него што неко постане министар, мора бити члан Савезног извршног вијећа уколико већ то није. Важнији чланови Савезног извршног вијећа формирају Кабинет Аустралије.
Премијер и други министри полажу заклетву пред генералним гувернером. Уколико Представнички дом не прихвати предложени буџет или изгласа неповјерење влади, премијер је дужан да смјеста дадне оставку.

## Надлежности
Многе надлежности које има премијер долазе од његовог положаја као предсједника Кабинета. У пракси, Савезно извршно вијеће увијек потврђује одлуке које усвоји Кабинет, а све одлуке које усваја Кабинет мора потврдити премијер. Генерални гувернер Аустралије даје краљевску потврду на законе, сазива и распушта Парламент, расписује изборе и врши именовања на предлог премијера.
Премијер је увијек вођа политичке партије која има већину у Представничком дому тако да је усвајање закона чиста формалност. Међутим, премијер може имати проблема са усвајањем закона у Сенату који већином укључује и мање партије.

## Списак премијера
| Бр.  | Портрет | Име            | Мандат  | Мандат   | Мандат              | Политичка партија         |
| Бр.  | Портрет | Име            | Почетак | Крај     | Трајање функције    | Политичка партија         |
| ---- | ------- | -------------- | ------- | -------- | ------------------- | ------------------------- |
| 1    |         | Едмунд Бартон  | 1901.   | 1903.    | 2 године, 266 дана  | Протекционистичка         |
| 2    |         | Алфред Дикин   | 1903.   | 1904.    | 216 дана            | Протекционистичка         |
| 3    |         | Крис Вотсон    | 1904.   | 1904.    | 113 дана            | Лабуристичка              |
| 4    |         | Џорџ Рид       | 1904.   | 1905.    | 321 дан             | Партија слободне трговине |
| (2)  |         | Алфред Дикин   | 1905.   | 1908.    | 3 године, 131 дан   | Протекционистичка         |
| 5    |         | Ендру Фишер    | 1908.   | 1909.    | 201 дан             | Лабуристичка              |
| (2)  |         | Џосеф Кук      | 1909.   | 1910.    | 331 дан             | Либерална                 |
| (5)  |         | Ендру Фишер    | 1910.   | 1913.    | 3 године, 56 дана   | Лабуристичка              |
| 6    |         | Џосеф Кук      | 1913.   | 1914.    | 1 година, 85 дана   | Либерална                 |
| (5)  |         | Ендру Фишер    | 1914.   | 1915.    | 1 година, 40 дана   | Лабуристичка              |
| 7    |         | Били Хјуз      | 1915.   | 1923.    | 7 година, 105 дана  | Национална лабуристичка   |
| 8    |         | Стенли Бруз    | 1923.   | 1929.    | 6 година, 255 дана  | Националистичка           |
| 9    |         | Џејмс Скалин   | 1929.   | 1932.    | 2 године, 76 дана   | Лабуристичка              |
| 10   |         | Џосеф Лајонс   | 1932.   | 1939.    | 7 година, 91 дан    | Уједињена Аустралија      |
| 11   |         | Ерл Пејџ       | 1939.   | 1939.    | 19 дана             | НПА                       |
| 12   |         | Роберт Мензиз  | 1939.   | 1941.    | 2 године, 125 дана  | Уједињена Аустралија      |
| 13   |         | Артур Фаден    | 1941.   | 1941.    | 39 дана             | НПА                       |
| 14   |         | Џон Кертин     | 1941.   | 1945.    | 3 године, 271 дан   | Лабуристичка              |
| 15   |         | Френк Форд     | 1945.   | 1945.    | 7 дана              | Лабуристичка              |
| 16   |         | Бен Чифли      | 1945.   | 1949.    | 4 године, 159 дана  | Лабуристичка              |
| (12) |         | Роберт Мензиз  | 1949.   | 1966.    | 16 година, 38 дана  | Либерална                 |
| 17   |         | Харолд Холт    | 1966.   | 1967.    | 1 година, 327 дана  | Либерална                 |
| 18   |         | Џон Макјуен    | 1967.   | 1968.    | 22 дана             | НПА                       |
| 19   |         | Џон Гортон     | 1968.   | 1971.    | 3 године, 59 дана   | Либерална                 |
| 20   |         | Вилијам Макман | 1972.   | 1972.    | 1 година, 270 дана  | Либерална                 |
| 21   |         | Гоф Витлам     | 1972.   | 1975.    | 2 године, 341 дан   | Лабуристичка              |
| 22   |         | Малком Фрејзер | 1975.   | 1983.    | 7 година, 120 дана  | Либерална                 |
| 23   |         | Боб Хок        | 1983.   | 1991.    | 8 година, 284 дана  | Лабуристичка              |
| 24   |         | Паул Китинг    | 1991.   | 1996.    | 4 године, 82 дана   | Лабуристичка              |
| 25   |         | Џон Хауард     | 1996.   | 2007.    | 11 година, 267 дана | Либерална                 |
| 26   |         | Кевин Рад      | 2007.   | 2010.    | 2 године, 203 дана  | Лабуристичка              |
| 27   |         | Џулија Гилард  | 2010.   | 2013.    | 3 године, 3 дана    | Лабуристичка              |
| (26) |         | Кевин Рад      | 2013.   | 2013.    | 83 дана             | Лабуристичка              |
| 28   |         | Тони Абот      | 2013.   | 2015.    | 1 година, 362 дана  | Либерална                 |
| 29   |         | Малком Тернбул | 2015.   | 2018.    | 2 године, 343 дана  | Либерална                 |
| 30   |         | Скот Морисон   | 2018.   | 2022.    | 3 године, 272 дана  | Либерална                 |
| 31   |         | Ентони Албаниз | 2022.   | тренутно | 2 године, 332 дана  | Лабуристичка              |